# Hojo Shigetoki (1287)
Hojo Shigetoki' (Japans: 北条業時) (1241 - 13 augustus 1287) van de Hojo-clan was de zevende rensho (assistent van de shikken) van 1283 tot zijn dood in 1287.